# Polystichum pseudodeltoden
Polystichum pseudodeltoden là một loài dương xỉ trong họ Dryopteridaceae. Loài này được Ching & Z.Y.Liu mô tả khoa học đầu tiên năm 1984.
Danh pháp khoa học của loài này chưa được làm sáng tỏ. 